# Boris Leonidovič Pasternak
Boris Leonidovič Pasternak [bóris leonídovič pasternák] (rusko Бори́с Леони́дович Пастерна́к), ruski pisatelj, pesnik in prevajalec, * 10. februar (29. januar, ruski koledar) 1890, Moskva, Rusija, † 30. maj 1960, Peredelkino pri Moskvi.

## Življenje
Pasternak se je rodil v judovsko družino, očetu slikarju in grafiku Leonidu Pasternaku. Študiral je filozofijo v Moskvi in Marburgu, leta 1913 se je pridružil skupini Centrifuga, od katere se je ločil zaradi njenega navdušenja za revolucijo. Nato se je posvetil pisanju in prevajanju, živel je samsko življenje, v okviru katerega se ni vključeval v politiko. 
Leta 1958 je prejel Nobelovo nagrado za književnost.

## Dela

### Poezija
Tik pred revolucijo je Pasternak izdal svojo prvo pesniško zbirko Dvojček v oblakih. Osrednje delo mladega Pasternaka je pesniška zbirka Življenje, sestra moja, ki je nastala ob revoluciji 1917, izšla pa pet let kasneje, medtem ko so Teme in variacije iz leta 1923 neke vrste nadaljevanje prejšne zbirke. Zadnje Pasternakovo epsko delo iz obdobja pred 2. svetovno vojno je roman v verzih Spektorski, ki je izšel leta 1931. Nato se je začela doba pesnikovega desetletnega molka. V tem obdobju je prevajal gruzinske pesnike, ter Heineja, Goetheja predvsem pa Shakespeara. Kot prevajalec je bil deležen splošnega priznanja. Ponovno so njegove pesmi začele izhajati šele med vojno. Izdal je dve manjši zbirki: leta 1943 Zgodnji vlaki in 1945 Zemeljski prostor. V prvo zbirko je vključil precej pesmi iz druge polovice tridesetih let, medtem ko so pesmi iz druge zbirke nastale pod vtisom vojne.

### Proza
Pasternakova proza, ki obsega tri dela, je začela nastajati v 20. letih 20. stoletja in izhaja iz njegove poezije. V prozi je avtor nadaljeval tradicijo ruske romantike in simbolizma. Začel je s tistim, kar Rusi imenujejo »lirična proza« in končal z romanom Doktor Živago, v katerem je opisal intelektualca med 1. svetovno vojno in oktobrsko revolucijo.
Prvo njegovo prozno delo Otroška leta Ljuversove je izšlo leta 1925. Nato je sledilo nekaj krajših tekstov, leta 1931 pa je izšla avtobiografija Spremno pismo, ki pa ni avtobiografija v pravem pomenu besede, ker je v njej porušeno običajno razmerje med zunanjimi in notranjimi faktorji človekovega razvoja. Svoj edini roman je Pasternak začel pisati po končani 2. svetovni vojni, potem ko je v pesmi Pomlad 1944 izpovedal upanje, da bo odslej življenje v njegovi domovini svobodnejše. Verjetno je upal da bo novonastali roman lahko objavil. Roman je založnik zavrnil, hkrati pa je roman postal vir neštetih, za pisatelja tragičnih nesporazumov. Uradna kritika in vodstvo Zveze sovjetskih pisateljev sta začela napadati Pasternaka, ki se je pod vse večjimi pritiski ponovno umaknil v prevajalno delo. Baje je rokopis dobil v roke v Moskvi živeči italijanski novinar, ki ga je pretihotapil v Milano in ga pokazal založniku Feltrinelliju. Ko je ta zvedel, da je v Rusiji roman dokončno odklonjen, ga je sklenil objaviti v italijanskem prevodu. Vodstvo Zveze sovjetskih pisateljev je hotelo objavo romana na vsak način preprečiti, vendar založnik tudi na Pasternakovo prošnjo, da se roman ne objavi, na to ni pristal. V jeseni leta 1957 je roman izšel v italijanskem prevodu, kasneje pa so sledili še prevodi v druge tuje jezike in italijanska izdaja v ruščini. (V slovenskem prevodu Janka Modra ga je izdala Cankarjeva založba leta 1970).
Švedska akademija je jeseni 1958 podelila Pasternaku Novelovo nagrado za književnost, katero pa pisatelj zaradi političnih pritiskov odklonil, vendar pa je bil vseeno izključen iz Zveze sovjetskih pisateljev. Sledila je vrsta grobih napadov , ki je vrhunec dosegla v zahtevi, naj Pasternaka izženejo iz domovine. Tedaj se je bolni in stari pisatelj obrnil na Hruščova in ga prosil naj mu dovoli ostati v Rusiji. Do izgona ni prišlo, vendar je zadnji dve leti življenja Pasternak preživel v ozračju nagajanj in sumničenj.

### Pesniške zbirke
- Čez ovire (1917)
- Življenje, sestra moja (1922)
- Teme in variacije (1923)
- Poročnik Schmidt (1927)
- Leto 1905 (1927)
- Spektorski (1931)
- Zgodnji vlaki (1943)
- Zemeljski prostor (1945)

### Pripovedna proza
- Otroška leta Ljuversove (1925)
- Doktor Živago (1957)